# La Moisson d'hiver
 (mars 2017).
Si vous disposez d'ouvrages ou d'articles de référence ou si vous connaissez des sites web de qualité traitant du thème abordé ici, merci de compléter l'article en donnant les références utiles à sa vérifiabilité et en les liant à la section « Notes et références ».
La Moisson d'hiver est un roman d'aventures français de Serge Brussolo, paru en 1994 et lauréat du Grand prix RTL-Lire en 1995.

## Résumé
En 1944, Claire récupère son fils, Julien dans la pension où elle l'a mis en 39. Elle l'emmène à la cabane de son grand-père, l'Amiral, décédé. Julien récupère un chien détecteur de mines, Zeppelin, avec qui il démine un champ de l'Amiral. Julien trouve une lettre où l'Amiral révèle qu'il a caché de l'or pour lui et des rapports d'enquête sur Claire. Peu après, Zeppelin se fait tuer. Claire dit à Julien que c'est elle qui l'a tué pour qu'il arrête de déminer. Elle fait venir un démineur militaire, Pierre, qui désamorce la bombe installée dans la maison de l'Amiral et qui démine le champ. Ils s'installent dans la maison, mais les rapports ont disparu. Quand Pierre saute sur une mine, Julien est convaincu que Claire a tué Pierre pour s'emparer des rapports. 
Un jour, Julien voit son père, Mathias, censé être mort, mais en fait, c'est l'Amiral qui lui dit qu'il est son vrai père. Il lui donne son or. Claire fait du pain avec de la farine des soldats américains, mais dit qu'ils auront bientôt la leur grâce au champ déminé.

## Éditions
- Éditions Denoël, 1994  (ISBN 2-207-24311-7)
- Éditions Gallimard, « Coll. Folio » no 2861, 1996  (ISBN 2-07-040107-3)